# Aleksander Wąż
Aleksander Wąż herbu Ślepowron – cześnik drohicki w latach 1757-1785.